# L'Abbé Prout
Pour les articles homonymes, voir Prout.
L'Abbé Prout, Guignol pour les vieux enfants est une pièce de théâtre pour marionnettes, composée de sept saynètes en un acte, dont seules six furent publiées, écrites et illustrées par le peintre Paul-Élie Ranson en 1901. Elle est préfacée par Georges Ancey, et publiée par le Mercure de France en 1902.

## Historique
L'Abbé Prout est une satire humoristique et irrévérencieuse de mœurs sexuelles grivoises. Elle met en scène des personnages qui apparaissent dans chaque histoire, dont le personnage principal est l'Abbé Prout, ces histoires n'ayant aucun lien entre elles. Elle met en scène les différentes classes sociales de la bourgeoisie à l'aristocratie, de l'armée au clergé dans le contexte de l'époque.

## Résumé des scènes
Pièce littéraire composée de sept histoires : 
- L'armoire des voluptés  (dédiée à Georges Lacombe) :  Le sujet étant une armoire, vidée pour éviter que des cambrioleurs en  emportent le contenu et qui est occupée par des personnages qui s'y cachent, tout en forniquant à l'intérieur de celle-ci. Le bon abbé, bien entendu, y entend en confession à domicile la Marquise de Percefort.
- Le Lis de la vallée (dédiée à André-Ferdinand Hérold) : Le bon abbé dans cette histoire suggère au marquis de Percefort qui se plaint de s'ennuyer de prendre une gouvernante et lui recommande Clotilde de Blanc-Bedon, jeune noble orpheline, sortant tout droit du Couvent des Dames du Soulagement aux Tenbtations. Le marquis initiera la soubrette aux jeux de l'amour et son neveu Gontran profitera des leçons de Clotilde en retour.
- Le Subterfuge culinaire (dédiée à André Fontainas) : Gontran de Percefort, qui désire se faire aimer par Clotilde non pour sa fortune mais pour ses charmes, se fait passer pour cuisinier et tente de se faire embaucher par la belle afin de la séduire. C'est l'abbé Prout qui dévoile à Clotilde l'identité de Gontran ; touchée, elle en tombe amoureuse. Mais après avoir obtenu les faveurs de la belle, il prend le large avec Rosalie, la femme de chambre.
- Le Presbytère  (dédiée à Georges Ancey) : Le pauvre abbé se plaint d'être malade. La marquise de Percefort, pour le réconforter, lui offre du jambon et du champagne et lui envoie Clotilde pour le « soulager ». L'abbé, déjà guéri par la présence de la jeune femme, l'embrasse et la tripote à qui mieux mieux. Il empêche le mariage de Bérengère de Percefort avec son cousin Théobald.
- Le Mariage noble (dédiée à Ker-Xavier Roussel) - Texte ne figurant pas dans l'édition originale[1] : Clotilde désire se trouver un époux fortuné. Mais le pauvre Gontran, qui n'a pas le sou, se raconte à haute voix les délicieux moments qu'il passe avec sa bien-aimée, sans prendre garde à l'abbé feignant de dormir. Gontran, à la demande de Clotilde, lui présente son ami Théobald de Coquebinet, jeune aristocrate fortuné qui bien sûr aura la belle.
- Sous l'œil de Saint Huron (dédiée au docteur Maurice Hepp) :  Même sujet que celui du Mariage noble
- Le Sabre et le goupillon (dédiée à Alfred Jarry) qui fut le manipulateur du spectacle de 1903 au Temple, Ranson et son épouse faisant les voix avec une chanson de Claude Terrasse :  Les Folles voluptés jouée lors des ébats amoureux des pantins qui furent façonnés par Georges Lacombe : Dans cette saynète, Clotilde est la femme de Gontran, avocat dont elle n'est pas satisfaite. Ella aurait préféré qu'il fut militaire et de préférence bon cavamlier. Gontran  réussit à devenir officier, pensant ainsi augmenter sa virilité. Pour aider le couple l'abbé intervient avec sa vaseline de l'Immaculée Conception, puis pour être un peu plus charitable, monte, la belle afin de préparer les voies à Gontran.

## Personnages[2]

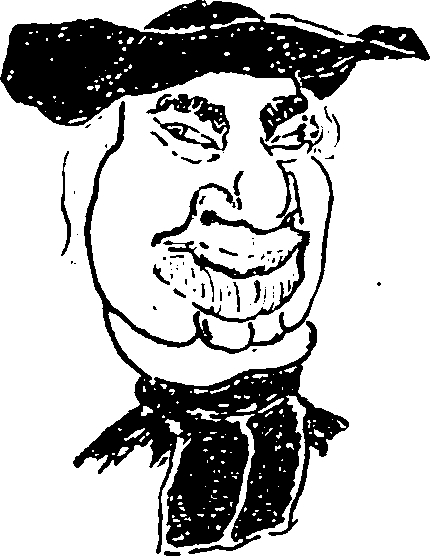
Abbé Prout
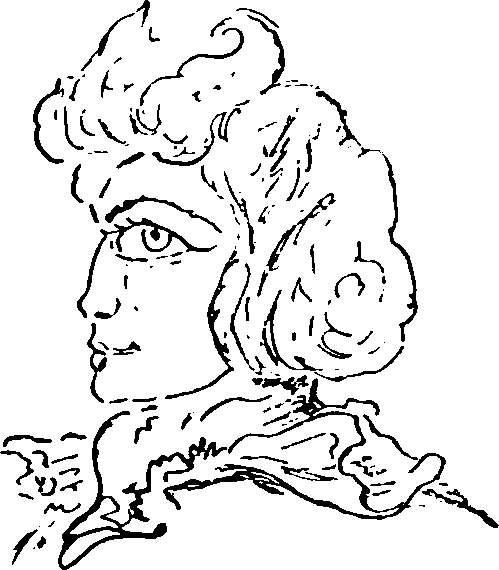
Clotilde de Blanc-Bedon
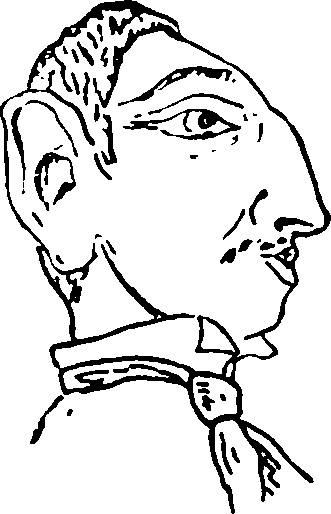
Eugène
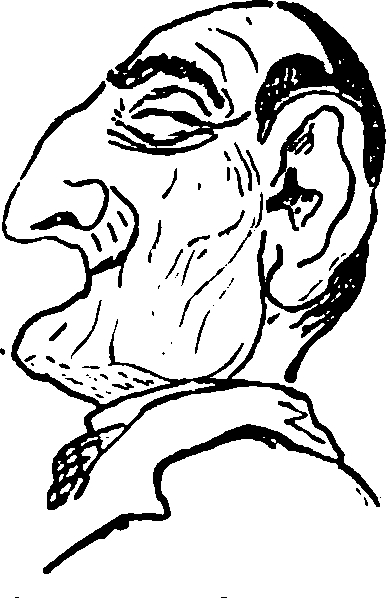
Marquis de Percefort
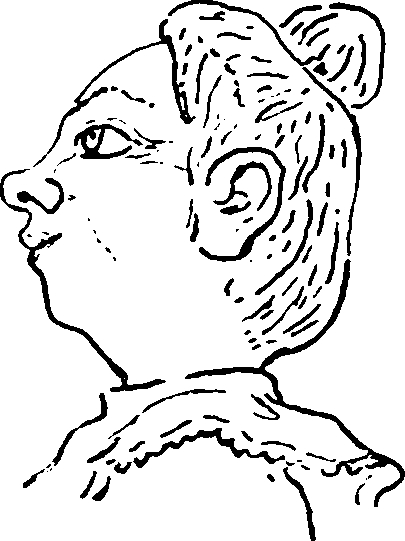
Rosalie
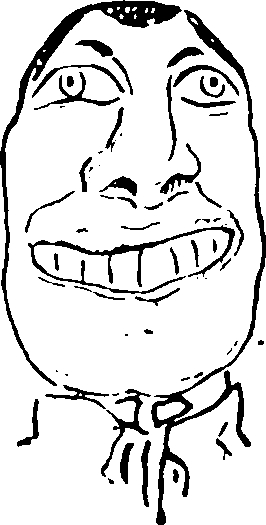
Joseph
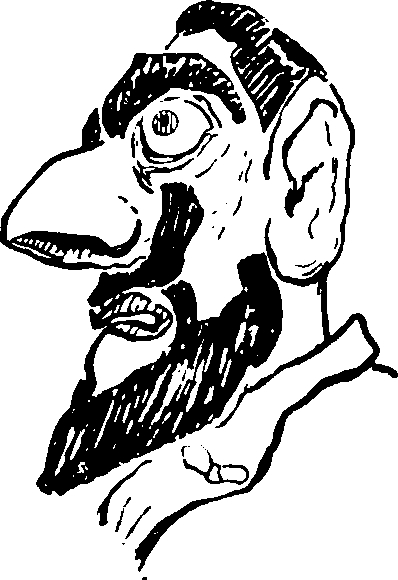
Troussetutu
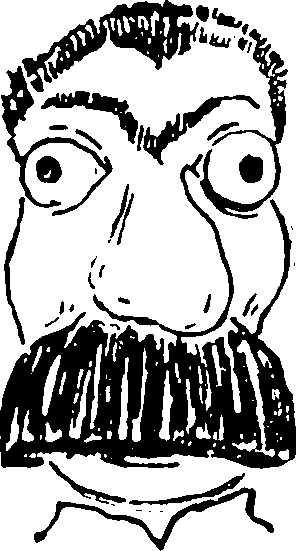
Le Colonel
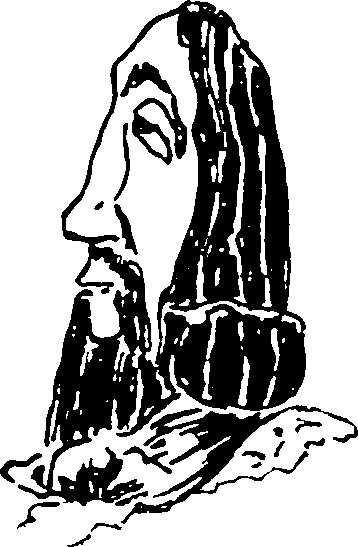
Théobald du Cocquebinet
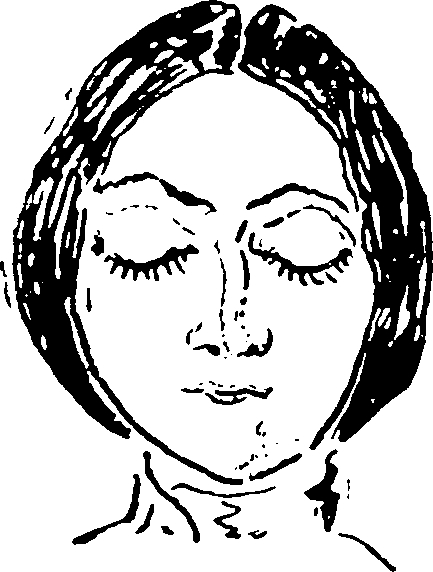
Bérangère de Percefort
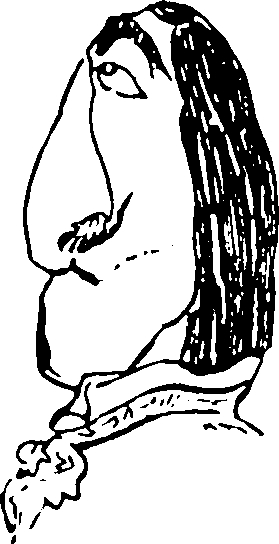
Gontran de Percefort
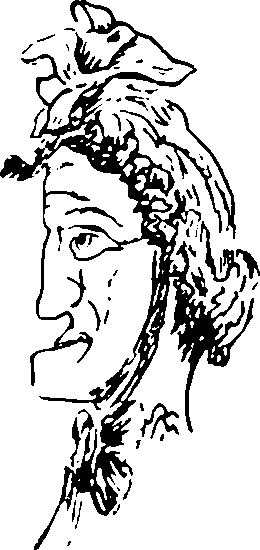
La Marquise
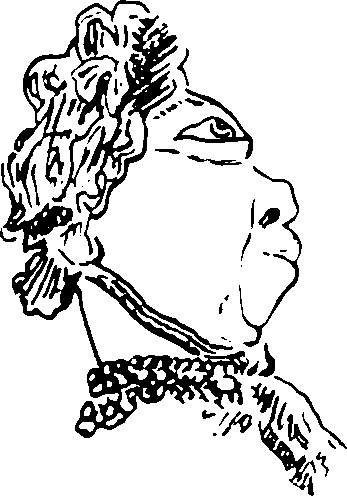
Madame Magloire
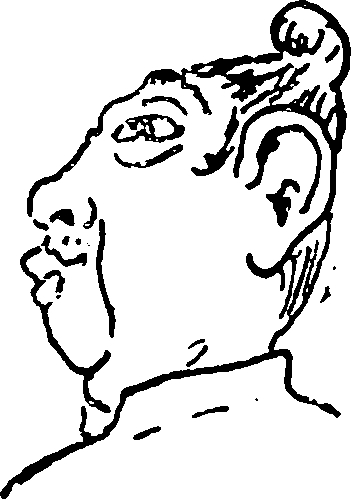
La Mère la Victoire

- L'Abbé Prout : bonhomme gras dans tous les sens du terme, ses plaisanteries, son rire tonitruant, paillard comme un soudard, au teint rougeaud, et au double menton, ses lèvres lippues,  son cou de taureau, en font la caricature parfaite du clergé de bas étage. Il copule gaillardement avec Madame Leprince. Inventeur de la vaseline de l'Immaculée Conception, il n'hésite pas à couper son Eau de Lourdes avec du Champagne.
- Clotilde de Blanc-Bedon : belle blonde grassouillette, coquette, faisant sa mijaurée, mais enjôleuse comme une vieille chatte, à la voix chaude et câline et persuasive, n'acceptant pas d'être pincée. Entretient une liaison avec le Marquis, mais aussi avec son neveu Gontran.
- Eugène : grandes oreilles, nez proéminent, c'est un jeune homme insignifiant qui relève la tête.
- Marquis de Percefort : vieil aristocrate hautain et édenté qui parle d'une voix pâteuse en émettant des sons bizarres, tel ckrrri. Va initier aux jeux de l'amour la jeune Clotilde.
- Rosalie : c'est la femme de chambre à la bonne bouille ronde, coiffée d'un petit chignon sur le dessus de la tête, en calotte de brioche[3]. Elle est sentimentale mais garde le sens pratique.
- Joseph : le valet de chambre, camionneur, garde républicain, aux origines auvergnates, grosse tête et grandes dents
- Troussetutu : député, homme d'énergie, s'écoute parler et se donne de l'importance
- Le Colonel : moustache gigantesque, un peu brusque mais bonhomme, c'est un militaire en retraite.
- Théobald du Cocquebinet : aristocrate longiligne à la mine triste, les yeux battus, ressemblant à un cocker, les oreilles et les cheveux tombant sur ses épaules chétives, naïf et timide, il zézaie.
- Bérangère de Percefort : c'est la fille du marquis et de la marquise de Percefort, aimable personne un peu timide, et parlant doucement. qui doit épouser son cousin Théobald de Coquebinet.
- Gontran de Percefort : avocat, officier, petit duc, imbu de sa personne, ce jeune noble trentenaire nationaliste et idiot a également un tic : il souffle en faisant pfheu.
- La Marquise : le menton en galoche, coiffée d'un bonnet, cette noble dame parle un peu du nez et sur un ton décidé.
- Madame Magloire : Gouvernante à la grosse tête difforme, surmontée d'un bonnet, elle est d'un âge avancé et parle doucement.
- La Mère la Victoire : cantinière au visage soldatesque, grosses et grandes oreilles.

## Distribution
- Auteur de la pièce : Paul-Élie Ranson
- Dessinateur des personnages et costumes :
- Auteur des marionnettes : Georges Lacombe, d'après les dessins de Ranson.
- Réalisation des costumes :
- Mise en scène :
- Musique :  Les Folles voluptés, composition de Claude Terrasse
- Manipulateurs : Jarry, France et Paul Ranson
- Voix : Paul Ranson

## Divers

### Éditions
- 1902  -  L'Abbé Prout. Guignol pour vieux enfants, Paris, Société du Mercure de France.
- s. d.   -  L'Abbé Prout. Guignol pour vieux enfants, 2e édition conservée à la Bibliothèque Gaston Baty, Université Paris III, Sorbonne -Nouvelle.
- 1903  - Alfred Jarry  La Vierge au Manneken-Pis dans le Canard Sauvage 13-19 septembre 1903. Reprise de l'Abbé Prout, sous la plume de Jarry qui dialogue avec le Révérend, proposant à l'homme d'Église de contribuer à ses bonnes œuvres en livrant à domicile son Eau de Lourdes  et en transformant les statues de la Vierge à l'Enfant en Vierge au Manneken-Pis

### Représentations
- 1902 : en mai, au Temple : c'est à la maison de l'auteur rebaptisée ainsi.
- 1903 : le 21 mars 1903 chez André Fontainas, programme illustré par Ranson. Présents lors de cette représentation en plus des nabis manipulateurs, l'écrivain Catulle Mendès, le Directeur du Mercure de France Alfred Vallette et son épouse Rachilde[4].
- s. d.   : une représentation chez Madame Strauss.

### Iconographie
- En plus des dessins caricaturales de l'auteur pour l'élaboration de son œuvre, il réalisa en 1907 une huile sur toile intitulée L'Abbé Prout aux palmes  en dérision par rapport à sa nomination en qualité d'Officier d'Académie.